# 전재희
전재희(全在姬, 1949년 9월 6일~)는 대한민국의 정치인이다. 경기도 제10·12대 광명시장과 제16·17·18대 국회의원 그리고 보건복지부 장관(2008. 8.~2010. 8.)을 지냈다.

## 학력
- 대구고등학교 졸업
- 영남대학교 행정학 학사

## 경력
- 1973년: 제13회 행정고시 합격
- 1973년: 문화공보부 방송관리국
- 1982년: 노동부 부녀소년과장
- 1985년: 노동부 재해보상과장
- 1986년: 노동부 공공훈련과장
- 1988년: 노동부 임금복지과장
- 1989년: 노동부 훈련기획과장
- 1990년 3월: 노동부 부이사관
- 1991년 4월: 노동부 부녀지도관
- 1992년 1월: 노동부 노동보험국장
- 1992년: 노동부 부녀지도관
- 1993년 5월: 노동부 이사관
- 1993년 12월~1994년 9월: 노동부 직업훈련국장
- 1994년 4월~1995년 3월: 제10대 경기도 광명시장(관선시장)
- 1995년 7월~1998년 6월: 제12대 경기도 광명시장(초대 민선시장, 신한국당)
- 한나라당 경기 광명을지구당 위원장
- 2000년 5월~2002년 7월: 제16대 국회의원(비례대표, 한나라당)[1]
- 2000년 6월~2002년 6월: 국회 환경노동위원회 위원
- 2000년 6월~2002년 6월: 국회 윤리특별위원회 위원
- 2000년 6월~2002년 6월: 국회 여성특별위원회 위원
- 2000년: 한나라당 부대변인
- 2001년 5월~2002년 7월: 한나라당 제3정책조정위원장
- 2002년 8월~2004년 5월: 제16대 국회의원(경기 광명 재보선)[2]
- 2002년 8월: 국회 환경노동위원회 위원
- 2002년 8월: 국회 여성위원회 위원
- 2003년 7월: 한나라당 정책위원회 부의장
- 2003년: 한나라당 경기 광명지구당 위원장
- 2004년 5월~2008년 5월: 제17대 국회의원(경기 광명시 을)
- 2004년 7월: 제17대 국회 전·후반기 보건복지위원회 위원
- 2004년 7월: 제17대 국회 전반기 예산결산특별위원회 위원
- 2006년 7월~2007년 4월: 한나라당 정책위원회 의장
- 2008년 5월~2012년 5월: 제18대 국회의원(경기 광명시 을)
- 2008년 8월~2010년 8월: 47~48대 보건복지부 장관
- 2010년 9월: 국회 외교통상통일위원회 위원
- 문화체육관광방송통신위원회 위원장

## 가족
- 배우자: 김형률
- 자녀: 1남 1녀

## 역대 선거 결과
|  | 42.84% |

|  | 48.85% |

|  | 39.0% |

|  | 56.4% |

|  | 47.17% |

|  | 56.35% |

|  | 46.15% |

## 소속 정당
| 소속 정당 | 소속 정당  | 소속 기간 | 비고                |
| --------- | ---------- | --------- | ------------------- |
|           | 민주자유당 | 1995      | 정계 입문           |
|           | 신한국당   | 1995~1997 | 당명 변경           |
|           | 한나라당   | 1997~2012 | 합당                |
|           | 새누리당   | 2012~2017 | 당명 변경 정계 은퇴 |
|           | 자유한국당 | 2017~2020 | 당명 변경           |
|           | 미래통합당 | 2020      | 합당                |
|           | 국민의힘   | 2020~현재 | 당명 변경           |

## 같이 보기
- 대한민국 제16대 국회의원 선거 한나라당 후보 목록#비례대표
- 광명시 (2000년 선거구)
- 광명시 을
- 광명시의 국회의원
- 광명시장
- 대한민국의 보건복지부 장관